# Atlacomulco de Fabela
Atlacomulco de Fabela (Mbado in lingua otomí e Mbaro in mazahua) è una località situata all'interno del comune messicano di Atlacomulco, nello stato federato del Messico. Nel 2010 contava 22 774 abitanti.